# 2011年のテレビアニメ (日本)
2011年のテレビアニメでは、2011年に日本国内で放送されたテレビアニメについてまとめる。

## 2011年のテレビアニメ

### NHKのテレビアニメ
総合テレビ
- もしドラ

Eテレ
- ファイ・ブレイン 神のパズル

BSプレミアム
- 衛星アニメ劇場、BS深夜アニメ館に改題
  - へうげもの

### 日本テレビ系のアニメ
- HUNTER×HUNTER
- 深夜アニメ
  - 君に届け 2nd season
  - 逆境無頼カイジ 破戒録篇
  - ユルアニ?
  - ちはやふる

読売テレビ
- 日曜朝7時枠
  - べるぜバブ
- 深夜アニメ
  - ドラゴンクライシス!
  - 花咲くいろは
  - ぬらりひょんの孫 〜千年魔京〜 - 月26:14（BS11との共同製作）
  - WORKING'!!

### テレビ朝日系のアニメ
- デジモンクロスウォーズ 悪のデスジェネラルと七つの王国
- ニチアサキッズタイム
  - スイートプリキュア♪
  - バトルスピリッツ 覇王

### TBS系のテレビアニメ
- Suzy's Zoo だいすき!ウィッツィー
- 深夜アニメ
  - IS 〈インフィニット・ストラトス〉
  - 夢喰いメリー
  - 緋弾のアリア
  - 電波女と青春男
  - THE IDOLM@STER
  - まよチキ!
  - 僕は友達が少ない

毎日放送
- 日5
  - 青の祓魔師
  - 機動戦士ガンダムAGE
- 深夜アニメ
  - 魔法少女まどか☆マギカ
  - TIGER & BUNNY
  - Aチャンネル
  - ペルソナ4
  - Dororonえん魔くん メ〜ラめら
  - 輪るピングドラム
  - BLOOD-C
  - セイクリッドセブン

### テレビ東京系のアニメ
- 銀魂新シリーズ
- 遊☆戯☆王ZEXAL
- ダンボール戦機
- プリティーリズム・オーロラドリーム
- おさらいっ!フェアリーテイル
- SKET DANCE
- とっとこハム太郎でちゅ
- ジュエルペット サンシャイン
- 爆丸バトルブローラーズ ガンダリアンインベーダーズ
- イナズマイレブンGO
- クロスファイト ビーダマン
- 深夜アニメ
  - GOSICK -ゴシック-
  - レベルE
  - 戦国乙女〜桃色パラドックス〜
  - まりあ†ほりっく あらいぶ
  - 神のみぞ知るセカイII
  - 神様ドォルズ
  - バカとテストと召喚獣にっ!
  - 夏目友人帳 参
  - ゆるゆり
  - ダンタリアンの書架
  - 侵略!?イカ娘
  - 君と僕。
  - テニスの王子様 ベストマッチ

テレビ愛知
- カードファイト!! ヴァンガード

### フジテレビ系のアニメ
- ドリーム9
  - トリコ
- ノイタミナ
  - フラクタル FRACTALE
  - 放浪息子
  - C
  - あの日見た花の名前を僕達はまだ知らない。
  - うさぎドロップ
  - NO.6
  - UN-GO[1]
  - ギルティクラウン[1]

関西テレビ
- DD北斗之拳

BSフジ
- ネリーとセザール

### その他
- Rio RainbowGate!
- フリージング
  - Starry☆Sky
- 日常
- お兄ちゃんのことなんかぜんぜん好きじゃないんだからねっ!!
- みつどもえ 増量中!
- これはゾンビですか?
- 放課後のプレアデス
- STEINS;GATE
- 俺たちに翼はない
- 星空へ架かる橋
- そふてにっ
- DOG DAYS
- 聖痕のクェイサー2
- 快盗天使ツインエンジェル〜キュンキュン☆ときめきパラダイス!!
- 30歳の保健体育
- よんでますよ、アザゼルさん
- 変ゼミ
- 世界一初恋
- アスタロッテのおもちゃ!
- デッドマン・ワンダーランド
- ロウきゅーぶ!
- 神様のメモ帳
- うたの☆プリンスさまっ♪ マジLOVE1000%
- 異国迷路のクロワーゼ The Animation
- 森田さんは無口
- たまゆら〜hitotose
- Fate/Zero
- いつか天魔の黒ウサギ
- 猫神やおよろず
- R-15
- 魔乳秘剣帖
- C3 -シーキューブ-
- 境界線上のホライゾン
- 真剣で私に恋しなさい!
- ましろ色シンフォニー
- たまゆら 〜hitotose〜
- 世界一初恋2
- 灼眼のシャナIII (Final)
- ベン・トー
- 未来日記
- ウルヴァリン（ANIMAX）